# Confessionnalisme (politique)
Pour les articles homonymes, voir Confessionnalisme.
Le confessionnalisme est un système de gouvernement qui distribue de jure le pouvoir politique d'une façon proportionnelle entre différentes communautés religieuses. Les postes du gouvernement, ainsi que les sièges des institutions législatives, sont distribués d'une façon assez proportionnelle, par rapport au poids démographique de chaque confession dans la population totale. 
Aujourd'hui, ce système prédomine au Liban (ainsi qu'en Irak depuis 2004), avec qui il est d'ailleurs la plupart du temps associé.

## Débat
Les partisans de ce système politique avancent que c'est une bonne manière de maintenir la paix entre différentes communautés religieuses, en leur offrant à chacune un pouvoir proportionnel à leur importance démographique.
Cependant, les critiques arguent qu'un tel système ne peut, au long terme, qu’entraîner dans le conflit les différentes communautés. En effet, ils avancent le fait que le groupe qui va avoir le plus de pouvoir politique, va être enclin à l'utiliser pour favoriser les membres de son propre groupe. Cela peut même aller jusqu'à l'oppression des groupes les plus faiblement représentés.
En outre, du fait de l'évolution constante de la démographie, au long terme, un tel système doit constamment être remis en cause.
Par ailleurs, le confessionnalisme privilégie l'appartenance au groupe religieux au détriment de l'appartenance au pays ou à la nation, qu'il affaiblit.

## Le cas libanais
Dès son indépendance en 1943, le Liban a choisi d'utiliser un système confessionnaliste, afin d'assurer sa stabilité en évitant des troubles entre chrétiens et musulmans, à cette époque un peu moins nombreux que les chrétiens.
Ainsi l'État libanais reconnaît-il institutionnellement les confessions religieuses et abandonne-t-il le droit privé et le statut personnel à leurs juridictions respectives. 
Mais avec le temps, les critiques faites au confessionnalisme se sont développées. En effet,
- les chrétiens étaient accusées par les musulmans d'utiliser leur force politique afin de se favoriser économiquement, au détriment des sunnites et surtout des chiites, qui représentent encore la frange la plus pauvre de la population ;
- l'évolution démographique a fait que dès les années 1970, avec une forte émigration chrétienne, l'afflux massif de palestiniens musulmans et un taux de natalité des musulmans plus élevé que celui des chrétiens, la balance démographique des confessions s'est inversée au profit des musulmans, sans que rien change en ce qui concerne la distribution du pouvoir. Ce fut une des raisons de l'explosion du pays en 1975.

La constitution du Liban évoque la sortie du système confessionnaliste dans son préambule : « La suppression du confessionnalisme politique constitue un but national essentiel pour la réalisation duquel il est nécessaire d'œuvrer suivant un plan par étapes. »